# Сили територіальної оборони Збройних Сил України (монета)
Сили територіальної оборони Збройних Сил України — обігова пам'ятна монета присвячена силам територіальної оборони України.[первинне джерело]
Монету введено в обіг 3 жовтня 2022

## Опис та характеристики монети

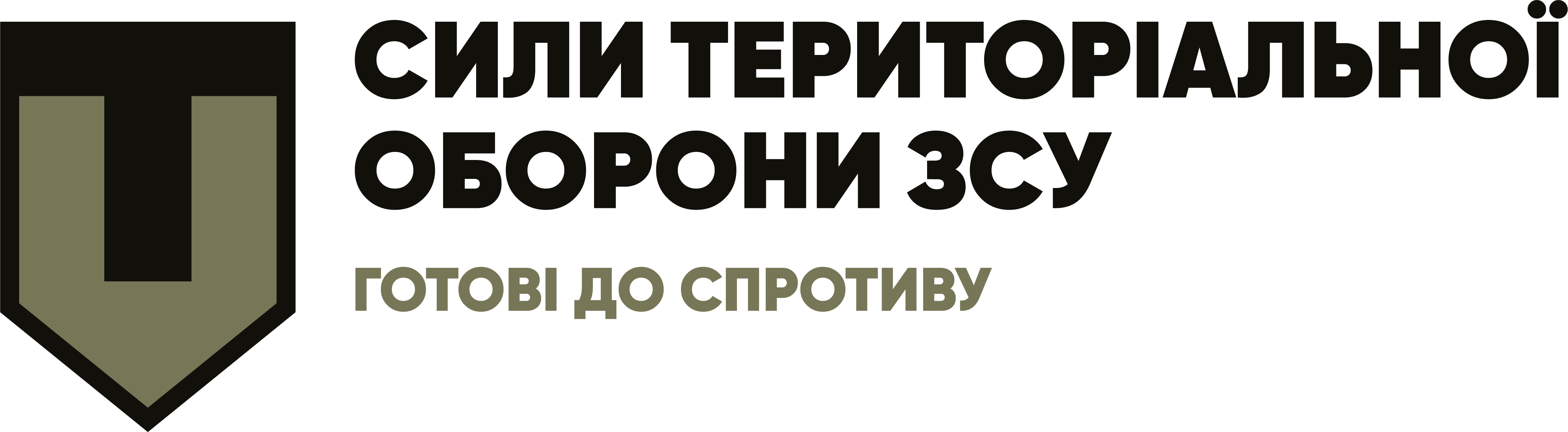
Емблема ТрО зображена на реверсі монети

| Номінал грн | Метал                                       | Маса, грам | Діаметр, мм. | Якість виготовлення | Гурт     | Тираж, штук |
| ----------- | ------------------------------------------- | ---------- | ------------ | ------------------- | -------- | ----------- |
| 10          | сплав на основі цинку з нікелевим покриттям | 6,4        | 23,5         | циркулейтед         | рифлений | 10 000 000  |

### Аверс
На аверсі монети розміщено: угорі — малий Державний Герб України, у центрі, в обрамленні давньоруського орнаменту написи: УКРАЇНА/10/ГРИВЕНЬ (півколом), на тлі орнаменту: рік карбування монети — 2022 (унизу) та логотип Банкнотно-монетного двору Національного банку України (праворуч).

### Реверс
На реверсі розміщено: угорі півколом надпис — «Готові до спротиву», посередині зліва — емблема сил територіальної оборони, посередині справа — два бійця територіальної оборони, внизу півколом надпис — «Сили територіальної оборони».

## Автори
- Художник — Володимир Дем'яненко, Вадим Балановський.
- Скульптор — Роман Чайковський, Володимир Дем'яненко.